# Галогетон скученный
Галоге́тон ску́ченный (лат. Halogéton glomerátus) — травянистое растение, вид рода Галогетон подсемейства Маревые (Chenopodioideae). Типовой вид рода.
Первоначально распространённое на юге Центральной Евразии, в XX веке растение было завезено в Северную Америку, где стало агрессивным инвазивным видом.

## Ботаническое описание
Однолетнее травянистое растение с одним основным с четырьмя растопыренными в стороны боковыми стеблями, с возрастом сильно ветвистыми, до 40(60) см высотой, зелёными, затем краснеющими.
Листья сизые, голые, линейные, 3—12(22) мм длиной, очерёдно расположенные вдоль стеблей, мясистые, в основании полустеблеобъемлющие. На тупом конце листа имеется длинная тонкая щетинка, со временем опадающая. В пазухах листьев помимо коротких веточек имеются пучки белых волосков.
Соцветия — клубочки, собранные по три в пазухах листьев. Два боковых клубочка о 2—3 обоеполых цветках, а средний — одноцветковый, пестичный. Прицветнички яйцевидные. Околоцветник плёнчатый, полупрозрачный, пятидольчатый, листочки его с одной средней жилкой, яйцевидные, с ноготком 2—3 мм длиной и вееровидной пластинкой 2—4 мм шириной. Цветок срединного клубочка развивается раньше боковых, листочки его околоцветника мелкие, лишённые пластинки. Тычинки обычно в числе пяти, их нити срастаются в два пучка.
Плоды округлые или широкоэллиптические, покрыты плёнчатым околоплодником. Семя вертикальное, у боковых цветков черноватое, 0,5—1 мм длиной, у срединного цветка коричневое, 1—2 мм длиной. Одно растение может образовывать более ста тысяч семян. Чёрные семена опадают в конце осени и прорастают в следующий же сезон после созревания, а коричневые семена опадают с растения зимой, могут храниться в почве в течение десяти и более лет.
Ядовитое для скота растение, в 1940-х и 1950-х годах причиняло существенные убытки в США вследствие гибели овец. В 1952 году Конгрессом США был издан «Галогетоновый акт», предписывающий обнаруживать наличие галогетона на пастбищах, исследовать его токсические свойства, а также разрабатывать методы контроля и уничтожения растения.

## Распространение
Естественный ареал растения — от юго-востока Европейской части России до Монголии и Северо-Западного Китая.
В Северной Америке впервые отмечено в 1934 году в Неваде. К 1980-м годам заняло в США площадь в 45 тысяч квадратных километров.
Встречается в пустынных и солонцеватых степях, на солончаках. Типичный галофит.

## Таксономия

### Синонимы
- Anabasis glomerata M.Bieb., 1808basionym
- Salsola glomerata (M.Bieb.) Stephan ex Moq., 1849, nom. inval., in syn.